# Buzz Kulik
Buzz Kulik (Kearney, Nova Jersey, Estats Units, 23 de juliol de 1922 − Los Angeles, Califòrnia, Estats Units, 13 de gener de 1999) va ser un director de cinema i productor estatunidenc.

## Biografia
Després dels seus estudis i el servei militar durant la Segona Guerra Mundial, Kulik va entrar en una agència de publicitat amb la que va produir i dirigir anuncis de televisió.
Després d'uns anys va deixar el món de la publicitat per esdevenir director de televisió, va dirigir diversos episodis de sèries com  Playhouse 90   You Are There ,  The Defenders  i  The Twilight Zone  i guanyar grans premis. Des de la  dècada dels seixanta també va ser un director de cinema, però sense el mateix èxit que havia tingut a la televisió.
Durant la campanya electoral presidencial de 1971 a 1972 Kulik va dirigir espots televisius del candidat democràtic Edmund Muskie.

## Filmografia[2]

### Director
- 1949: Kay Kyser's Kollege of Musical Knowledge (sèrie TV)
- 1950: Ford Star Revue (sèrie TV)
- 1958: Collector's Item (TV)
- 1961: The Defenders (sèrie TV)
- 1961: Dr. Kildare (sèrie TV)
- 1961: The Explosive Generation
- 1962: Kings of Broadway (TV)
- 1962: The Infermeras (sèrie TV)
- 1963: The Yellow Canary
- 1964: Ready for the People (TV)
- 1967: Campo 44 (TV)
- 1967: Warning Shot (Telefilm)
- 1968: Sergeant Ryker
- 1968: Villa Rides
- 1969: Riot
- 1970: A Storm in Summer (TV)
- 1971: Vanished (TV)
- 1971: Owen Marshall, Counsellor at Law (TV)
- 1971: Brian's Song (TV)
- 1972: To Find a Man
- 1972: Crawlspace (TV)
- 1972: The Man Who Came to Dinner (TV)
- 1973: Incident on a Dark Street (TV)
- 1973: Shamus
- 1973: Portrait: A Man Whose Name Was John (TV)
- 1973: Pioneer Woman (TV)
- 1974: Remember When (TV)
- 1974: Bad Ronald (TV)
- 1975: Cage Without a Key (TV)
- 1975: Matt Helm (TV)
- 1975: Babe (TV)
- 1976: The Lindbergh Kidnapping Case (TV)
- 1977: The Feather and Father Gang (sèrie TV)
- 1977: Never Con a Killer (TV)
- 1977: Corey: For the People (TV)
- 1977: Kill Me If You Can (TV)
- 1978: Ziegfeld: The Man and His Women (TV)
- 1979: From Here to Eternity (fulletó TV)
- 1980: The Hunter
- 1983: Rage of Angels (TV)
- 1984: George Washington (fulletó TV)
- 1985: Kane & Abel (fulletó TV)
- 1986: Women of Valor (TV)
- 1987: Her Secret Life (TV)
- 1988: Too Young the Hero (TV)
- 1990: Lucky/Chances (fulletó TV)
- 1992: Miles from Nowhere (TV)

### Productor
- 1967: Campo 44 (TV)
- 1967: Warning Shot
- 1975: Cage Without a Key (TV)
- 1975: Matt Helm (TV)
- 1976: The Lindbergh Kidnapping Case (TV)
- 1977: The Feather and Father Gang (sèrie TV)
- 1977: Never Con a Killer (TV)
- 1977: Corey: For the People (TV)
- 1978: Ziegfeld: The Man and His Women (TV)
- 1979: From Here to Eternity (fulletó TV)
- 1986: Women of Valor (TV)
- 1987: Her Secret Life (TV)
- 1988: Too Young the Hero (TV)

## Premis i nominacions

### Nominacions
- 1962: Primetime Emmy al millor director en programa dramàtic per Dr. Kildare
- 1970: Primetime Emmy al millor director en programa dramàtic per A Storm in Summer
- 1972: Palma d'Or per To Find a Man
- 1972: Primetime Emmy al millor director en programa dramàtic per Brian's Song
- 1976: Primetime Emmy al millor especial dramàtic o còmic per The Lindbergh Kidnapping Case
- 1984: Primetime Emmy a la millor sèrie per George Washington